# Banda Shingle Springs d'indis miwok
La banda Shingle Springs Band d'indis miwok, ranxeria Shingle Springs (Verona Tract), Califòrnia és una tribu reconeguda federalment de maidus i miwoks al comtat d'El Dorado (Califòrnia). Els miwok Shingle Springs són miwok de la Sierra, un poble d'amerindis de Califòrnia.

## Govern
La banda Shingle Springs dirigeix algunes empreses de Shingle Springs i Sacramento. La tribu és dirigida per un consell elegit democràticament; actualment el cap tribal és Nicholas Fonseca.
La ranxeria Shingle Springs té un tribunal tribal, establert en novembre de 2010. El jutge en cap és Cynthia Gomez.

## Reserva
La ranxeria Shingle Springs (38° 41′ 48″ N, 120° 54′ 18″ O / 38.69667°N,120.90500°O) és una parcel·la de terra de 160 acres situada al comtat d'El Dorado. Es troba al cor del territori dels nisenans o maidus del sud i fou comprat pel govern federal el 16 de desembre de 1916 en nom de la banda Sacramento-Verona d'indis miwok. Les comunitats més properes són Shingle Springs i Diamond Springs.

## Desenvolupament econòmic
La ribu posseeix el Casino Red Hawk, situat a Placerville (Califòrnia). Hi ha 70 taules de joc i al voltant de 2.200 màquines escurabutxaques. Entre els restaurants hi ha Henry's Steakhouse, Pearl Asian Cuisine, Koto Grille, Waterfall Buffet, i Two Rivers Café. Kids Quest dona servei de guarderia i CyberQuest de vídeos arcade. Red Hawk Traders és una galeria i tenda de regals.
La tribu ha traslladat el Shingle Springs Health & Wellness Clinic en 2011 a la reserva en un nou edifici de 5 pisos amb parking ampliat obert al públic. Ofereix una àmplia gamma de serveis que inclouen pediatria, atenció primària, dental, salut mental i altres especialitats en un sol edifici. S'accepten la majoria de les assegurances i el SSHWC és una metge/clínica preferida en la majoria dels plans excepte els plans de l'HMO.